# سراسر شب (فیلم ۱۹۴۲)
سراسر شب (All Through the Night) فیلمی آمریکایی در ژانرهای کمدی، جنایی و جاسوسی است که در سال ۱۹۴۲ به کارگردانی وینسنت شرمن ساخته شد. بازیگران اصلی آن هامفری بوگارت، کنراد فایت و کارن ورنه هستند و بسیاری از بازیگران نقش مکمل مشهور کمپانی برادران وارنر در این فیلم حضور دارند. در میان آن‌ها می‌توان به پیتر لوره، فرانک مک‌هیو، جکی گلیسون، فیل سیلورز، بارتون مک‌لین و ویلیام دمارست اشاره کرد.

## خلاصه داستان
مادر گلاوز داناهیو (فرد ورزشکار و سرشناسی از محله برادوی) به وی خبر می‌دهد که شیرینی پز محله (آقای میلر) که گلاوز کیک‌های رستوران خود را از قنادی وی تهیه می‌کرده به طرز مشکوکی کشته شده است. دختری از آشنایان میلر (لدا همیلتون) به مغازه وی مراجعه می‌کند و پس از شنیدن خبر قتل میلر به سرعت محل را ترک می‌کند و این امر باعث می‌شود تا مورد شک مادر گلاوز قرار می‌گیرد. مادر گلاوز محل سکونت دختر را در یک کلوب شبانه پیدا می‌کند و گلاوز هم به آنجا می‌رود اما در حین کسب اطلاعات از وی با برخورد تند چند تن از همراهان او مواجه می‌شود. گلاوز در حال خارج شدن از محل با جو دنینگ، صاحب کلوب که تیر خورده و در حال مرگ است مواجه می‌شود. گلاوز از او می‌خواهد که نام کسانی که او را مضروب کرده‌اند بگوید اما جو می‌میرد و در حال مرگ با انگشتانش به عدد پنج (ستون پنجم) اشاره می‌کند. در ادامه مشخص می‌شود که آنها با یک باند خرابکاری نازی‌ها سروکار دارند که «ابینگ» با همکاری «مادام» و «پپی» آن را هدایت می‌کنند و با تهدید افرادی مانند «میلر» و «لدا» (که پدرش اسیر نازی هاست) آنها را به سکوت یا جاسوسی برای نازی‌ها وامی‌دارند. گلاوز و دوستانش («سان شاین»، «بارنی» و دیگران) برای کشف ماجرا دست به کار می‌شوند…

## مشروح داستان
دارودستهٔ قمارباز مشهور برادوی، آلفرد «گلاوز» دوناهیو، در رستورانی مشغول بازی با اسباب‌بازی‌های نظامی هستند و در خیال خود علیه هیتلر می‌جنگند. اما وقتی رستوران برای دسر، چیزکیکی غیر از چیزکیک محبوب او که معمولاً آقای میلر، نانوای مورد علاقه‌اش، می‌پزد، سرو می‌کند، گلاوز ناراضی می‌شود. مادرش، «مامان» دوناهیو، که همسایهٔ میلر است، با نگرانی به او می‌گوید که میلر ناپدید شده و «احساس بدی» نسبت به این ماجرا دارد.
گلاوز به نانوایی می‌رود و جسد میلر را پیدا می‌کند. در همان لحظه، زنی جوان به نام لِدا همیلتون، که خواننده است، وقتی از مرگ میلر می‌شنود، با عجله مغازه را ترک می‌کند. مادر گلاوز گمان می‌کند که لِدا چیزی می‌داند و رد او را تا یک کلوب شبانه می‌گیرد و با سر و صدایی که دربارهٔ مرگ میلر به‌راه می‌اندازد، توجه همه را جلب می‌کند. مارتی کالاهان، یکی از مالکان کلوب، با گلاوز تماس می‌گیرد و از او می‌خواهد برای حل این ماجرا به کلوب بیاید.
در کلوب، گلاوز با لِدا نوشیدنی می‌نوشد، اما پیانیست او، پِپی، سر می‌رسد و لِدا را با خود به اتاق پشتی می‌برد؛ جایی که شریک مارتی، جو دِنینگ، را با شلیک گلوله می‌کشد. لِدا و پِپی با تاکسی فرار می‌کنند و گلاوز، که به‌طور تصادفی بر پیکر نیمه‌جان جو برخورد کرده، شاهد است که او با بلند کردن پنج انگشت، اشاره‌ای معنادار می‌کند. گلاوز برای یافتن لِدا به‌سرعت محل را ترک می‌کند، اما دستکشش را در صحنهٔ قتل جا می‌گذارد.
پلیس و مارتی گمان می‌کنند که گلاوز قاتل جو است. در جست‌وجوهایش، گلاوز رد تاکسی را تا یک خانهٔ حراج اشیای عتیقه می‌گیرد که توسط هال اِبینگ و دستیارش، مادام، اداره می‌شود. او در نقش یک خریدار وارد می‌شود، اما پِپی او را می‌شناسد. گلاوز لِدا را می‌بیند و به او اعتماد می‌کند، ولی لِدا با ضربه‌ای او را بیهوش کرده، و به‌همراه یکی از دوستان گلاوز به نام سان‌شاین، او را در اتاق انبار می‌بندند. مدتی بعد، لِدا پنهانی به آن‌ها سر می‌زند و کمک می‌کند تا پیش از آن‌که در جعبه‌ها به جایی فرستاده شوند، فرار کنند.
در حال فرار، گلاوز و سان‌شاین وارد اتاقی می‌شوند که پر از نقشه، جدول نظامی، رادیوی موج‌کوتاه و تصویری از آدولف هیتلر است. آن‌ها متوجه می‌شوند که منظور جو از نشان دادن پنج انگشت، «فایورها» یا ستون پنجم نازی‌ها بوده است. گلاوز دفترچه‌ای پیدا می‌کند که در آن نام میلر، نام واقعی لِدا «اودا هامل» (یک نام یهودی) و مرگ پدرش در اردوگاه داخائو نوشته شده است.
گلاوز و لِدا با هم فرار می‌کنند، اما در سنترال پارک مورد تعقیب ابینگ و افرادش قرار می‌گیرند. در آن‌جا، لِدا اعتراف می‌کند که تنها برای نجات جان پدرش با ابینگ همکاری می‌کرده، اما برگه‌ای که در دست دارد نشان می‌دهد پدرش پیش‌تر کشته شده است. گلاوز و لِدا به پلیس مراجعه می‌کنند، اما بازرسی از خانهٔ عتیقه‌فروشی نتیجه‌ای ندارد. مأموران که داستان گلاوز را باور نمی‌کنند، قصد بازداشت او را دارند، ولی او با شیرجه‌ای در رودخانه ایست فرار می‌کند و به خانهٔ وکیلش می‌رود.
اما مارتی و دارودسته‌اش به آن‌جا حمله می‌کنند تا انتقام جو را بگیرند. گلاوز موفق می‌شود بی‌گناهی‌اش را ثابت کند و دو دارودسته تصمیم می‌گیرند متحد شوند تا با جاسوسان نازی مقابله کنند.
گلاوز، سان‌شاین و بارنی به پاسگاه پلیس می‌روند، جایی که لِدا در بازداشت است، اما ابینگ پیش‌تر او را با وثیقه آزاد کرده است. در لحظهٔ انتقال لِدا به ماشین، آن‌ها می‌رسند و تعقیب آغاز می‌شود تا به مکانی زیرزمینی برسند که در آن نشست نازی‌ها در حال برگزاری است. گلاوز و سان‌شاین با لباس دو نازی که دستگیر کرده‌اند وارد جلسه می‌شوند، اما وقتی از گلاوز، در نقش متخصص مواد منفجره، می‌خواهند گزارشی بدهد، او با صحبت‌های بی‌سروته وقت را تلف می‌کند تا دارودسته‌ها وارد شوند و جلسه را به‌هم بزنند.
ابینگ فرار می‌کند و از پِپی می‌خواهد که در حمله‌ای انتحاری برای انفجار یک کشتی جنگی در بندر نیویورک با او همراه شود. پِپی امتناع می‌کند، و ابینگ او را می‌کشد و خود به‌تنهایی به‌راه می‌افتد. گلاوز تا اسکله او را دنبال می‌کند، اما ابینگ با تهدید اسلحه او را وادار می‌کند سوار قایقی شود که پر از مواد منفجره است و آن را به‌سوی کشتی جنگی هدایت کند. گلاوز ناگهان مسیر قایق را تغییر می‌دهد و خودش به آب می‌پرد، و قایق با ابینگ بر عرشه، به یک شناور دیگر برخورد کرده و منفجر می‌شود.
در پایان، در پاسگاه پلیس به گلاوز و لِدا خبر می‌دهند که تمامی اتهام‌ها از آن‌ها رفع شده و شهردار قصد دارد در تالار شهر از گلاوز تقدیر کند. در همین لحظه، مادر گلاوز وارد می‌شود و با لحنی آشنا می‌گوید که شیرفروش ناپدید شده و «باز یه حسی» دارد…

## شخصیت‌ها، بازیگران و صداپیشگان
شخصیت‌ها، بازیگران و صداپیشگان دوبله فارسی:
| شخصیت                 | بازیگر         | صداپیشه         |
| --------------------- | -------------- | --------------- |
| آلفرد (گلاوز) داناهیو | هامفری بوگارت  | حسین عرفانی     |
| لدا همیلتون           | کارن ورن       | شهلا ناظریان    |
| سان شاین              | ویلیام دمارست  | خسرو شایگان     |
| ابینگ (جاسوس آلمانی)  | کنراد ویت      | ایرج رضایی      |
| مادام                 | جودیت اندرسون  | پروین ملکوتی    |
| پپی                   | پیتر لور       | امیر هوشنگ زند  |
| بارنی                 | فرانک مک هیو   | اصغر افضلی      |
| کالاهان               | بارتون مک لین  | پرویز ربیعی     |
| مادر گلاوز            | جین دارول      | زهرا آقا رضا    |
| آقای میلر             | لوودویک استوسل | جواد پزشکیان    |
| والتر                 | فیل سیلورز     | تورج نصر        |
| فوربس (گروهبان پلیس)  | جیمز برک       | مرتضی احمدی     |
| اشتایندورف            | مارتین کوسلک   | محمد عبادی      |
| اسپاتس                | والاس فورد     | شهروز ملک آرایی |
| استاکی                | جکی گلیسون     | تورج مهرزادیان  |
| خانم میلر             | ایرنه سیدنر    | آزیتا لاچینی    |

نکات بازیگری
- در عنوان‌بندی، جکی گلیسون و والاس فورد به‌ترتیب با نام‌های «Jackie C. Gleason» و «Wally Ford» معرفی شده‌اند.
- حضور گلیسون و سیلورز در فیلم با دخالت مستقیم جک وارنر، مدیر استودیو وارنر، صورت گرفت. او شخصاً با کارگردان تماس گرفت تا آن‌ها را در فیلم بگنجاند، چون نمی‌خواست برای بیکاری آن‌ها دستمزد بدهد. از آن‌جا که فیلم در میانهٔ تولید بود، این دو فقط در صحنه آغازین دیده می‌شوند و بعد تا پایان فیلم حضوری کم‌رنگ دارند.
- کارن ورنه و پیتر لوره در سال ۱۹۴۵ با یکدیگر ازدواج کردند و در سال ۱۹۵۰ از هم جدا شدند.

## تولید
تولید فیلم در اوایل اکتبر ۱۹۴۱، یعنی دو ماه پیش از حمله به پرل هاربر، به پایان رسید. نخستین نمایش آن در نیویورک در ۲۳ ژانویه ۱۹۴۲ برگزار شد.
تهیه‌کننده هال بی. والیس این فیلم را به‌عنوان مکمل فیلم ضدنازی قبلی‌اش، زیرزمین (فیلم ۱۹۴۱) ساخت، با وجود اینکه آن فیلم موفقیت تجاری نداشت.
نقش اصلی ابتدا به والتر وینچل، ستون‌نویس معروف شایعات، پیشنهاد شد که بعدها راوی مجموعهٔ تلویزیونی تسخیرناپذیران (۱۹۵۹) شد. اما به‌دلیل نداشتن زمان، وینچل پروژه را رد کرد و جرج رفت پیشنهاد بعدی بود، که او نیز نقش را نپذیرفت. سرانجام این نقش به هامفری بوگارت رسید. این یکی از چند نقشی بود که ابتدا به جرج رفت پیشنهاد شده بود و سپس بوگارت آن‌ها را بازی کرد.
اولیویا دی هاویلند و مارلنه دیتریش نیز برای نقش زن اصلی در نظر گرفته شده بودند.
بر پایهٔ گزارشی در وبگاه تی‌سی‌ام، وینسنت شرمن صحنه‌ای را به فیلم اضافه کرد که در آن بوگارت و ویلیام دمارست با گفتار بی‌معنی دوبل‌تاک یک جمع نازی‌دوست را گیج می‌کنند. این صحنه در فیلمنامه نبود و تهیه‌کننده، هال والیس، ابتدا با آن مخالف بود، اما پس از استقبال تماشاگران در نمایش آزمایشی، دستور داد کل صحنه به فیلم بازگردد.

## بازخورد
در راتن تومیتوز، فیلم بر پایه ۱۰ نقد معاصر امتیاز ۱۰۰٪ گرفته است، با میانگین امتیاز ۷٫۵ از ۱۰.
لئونارد ملتین به فیلم ۳ از ۴ ستاره داده و آن را ترکیبی جالب از ژانرهای جاسوسی، گنگستری و کمدی با صحنه‌های به‌یادماندنی از دوبل‌تاک و حراج دانسته است.
بازلی کرادر در نیویورک تایمز نوشت: «با وجود ساختار شلخته و زمان نسبتاً طولانی فیلم، داستان با دقت و هیجان ادامه می‌یابد… شاید تمام طول شب در زمرهٔ بهترین ملودرام‌ها نباشد، اما یک فیلم اکشن بسیار سرگرم‌کننده است.»
پیش از حمله به پرل هاربر، در ۳ دسامبر ۱۹۴۱، یک منتقد از ورایتی نوشت: «فیلم کمی اغراق‌آمیز است و با تم آشنای تهدید نازی‌ها همراه است، اما ضعف‌های آن با ریتم تند و تعلیق مناسب جبران می‌شود.» تا ۳۱ دسامبر، ورایتی نظرش را تغییر داد و نوشت: «تعقیب و گریز و تیراندازی در پارک مرکزی، درگیری‌ها در منطقهٔ انبارها، دختر مرموز در خطر، و تأکید بر تهدید بیگانگان برای نهادهای آمریکایی، همگی مجموعه‌ای تشکیل داده‌اند که تضمین‌کنندهٔ جذب مخاطب است.»
فیلم دیلی این فیلم را «ملودرامی پرتحرک و هیجان‌انگیز» نامید. اما راسل مالونی در نیویورکر از فیلم انتقاد کرد و نوشت: «آلفرد هیچکاک هم نمی‌توانست داستانی بهتر از این پیدا کند»، اما از ضعف خلاقیت، دیالوگ‌های بیش‌ازحد و کارگردانی کند آن گلایه کرد.

### گیشه
بر اساس اسناد برادران وارنر، فیلم در اکران اولیه‌اش ۱٬۰۰۹٬۰۰۰ دلار در آمریکا و ۹۵۹٬۰۰۰ دلار در خارج از کشور فروش داشت.
ورایتی تخمین زد تا پایان سال ۱۹۴۲ درآمد داخلی فیلم به ۱٫۱ میلیون دلار رسیده بود.